# Europese moeflon
De Europese moeflon (Ovis aries musimon) is een verwilderd schaap. 

## Kenmerken
Beide geslachten hebben hoorns. Hoe ouder het dier, hoe groter de hoorns. Ze krullen om achter de oren en kunnen 85 centimeter lang worden. Ooien op Sardinië hebben geen hoorns, ooien op Corsica en het Europese vasteland hebben korte stompjes. Bovendien hebben de rammen in de wintertijd een opvallend lichtgekleurd zadel, witte sokken en snuit en een donkere nek, schouders en bovenbenen. 's Zomers zijn deze tekeningen minder duidelijk zichtbaar. Bij oudere mannetjes zijn het zadel en de snuit lichter van kleur. Vrouwtjes en jonge mannetjes hebben een roodbruine tot chocoladebruine vacht met een wittige buikzijde. De vacht is vrij kort.

## Verspreiding
Deze soort komt mogelijk van nature voor op de eilanden Sardinië en Corsica, maar is tegenwoordig in grote delen van Europa ingevoerd en komt ook voor in de Belgische Ardennen. Op Cyprus leeft de verwante Cypriotische moeflon (Ovis gmelini ophion). De moeflon komt voornamelijk voor in hellingbossen en op bergweiden. Hij is de stamvader van het tamme schaap. 
In de zeventiende eeuw kwam de moeflon slechts voor op Corsica en Sardinië en slechts in zeer kleine aantallen. In de eeuw daarop is een klein aantal als jachtwild uitgezet in diverse delen van Europa. Sinds 1921 leven er op de Veluwe in omheinde gebieden van het Nationaal Park De Hoge Veluwe en het Wekeromse Zand ongeveer 300 dieren. Tot een aantal jaar terug kwamen er ook een aantal voor in de Amsterdamse Waterleidingduinen. Ook in de Belgische Ardennen en het Sauerland leven moeflons.
Anno 2023 is hun aantal in Nationaal Park De Hoge Veluwe zeer sterk verminderd door evacuatie in verband met de terugkeer van de wolf.
De laatste natuurlijke populaties op Corsica en Sardinië zijn bedreigd en bestaan uit nog enkele honderden dieren.
De iets verminderde hersenomvang ten opzichte van de wilde oerial is echter een aanwijzing dat de Europese moeflon in het neolithicum van een nog niet zo lang gedomesticeerd schaap is verwilderd. De Cypriotische moeflon heeft veel kleinere hersens – vergelijkbaar met Soay – en zou mogelijk afstammen van een verder gedomesticeerd schaap.